# Ponori Thewrewk család
A Ponori Thewrewk család 1447-ben szerzett nemességet Hunyadi Jánostól. A 19. század elején Erdélyből, a Hunyad megyei Ponorról települtek át Magyarországra. Évszázadokon át kitűnő tudósokkal ajándékozták meg a magyar tudományos és közéletet. A dédapa Ponori Thewrewk József, a Thewrewk-kódex (1531) felfedezője, aki Kazinczy Ferenccel nyelvújítóként működött mint költő és író. Az ő fiai voltak Ponori Thewrewk Emil, a klasszika-filológus költő és műfordító, tanszékvezető egyetemi tanár, az MTA tagja, Ponori Thewrewk Árpád, aki ugyanezen a pályán tanárkodott, és Ponori Thewrewk Aurél, az antropológus, akit Török Aurélként ismerünk. Ő volt Ponori Thewrewk Aurél csillagász nagyapja. Édesapját szintén Aurélnak hívták; édesanyja Pongrácz Mária, az ősi szentmiklósi és óvári evangélikus Pongrácz család leszármazottja volt.
Második családnevüket, a Thewrewköt az erdélyi Ponori Péternek köszönhetik, aki törökországi raboskodása után sem hagyta el a török viseletet, és feleségül is török nőt vett el. Így ragadt rá a török név – ebben az időben még nem írtak ékezetes betűket, ezért thewrewknek írták.
- Ponori Thewrewk József (1793. február 20. – 1870. november 4.) író, régiségkereskedő, a Thewrewk-kódex felfedezője; Ponori Thewrewk Emil és Ponori Thewrewk Árpád édesapja, Ponori Thewrewk Aurél dédapja
- Ponori Thewrewk Emil, Emil Thewrewk von Ponor (1838. február 10. – 1917. február 24.), a görög és latin költészet kimagasló műfordítója; Ponori Thewrewk József fia
- Ponori Thewrewk Árpád (1839. december 30. – Budapest, 1903. november 4.) irodalomtörténész, kritikus; Ponori Thewrewk József fia
- Török Aurél (születési nevén Ponori Thewrewk Aurél, 1842. február 13. – 1912. szeptember 1.) orvos, antropológus
- Ponori Thewrewk István (1863. július 28. – ?) író, hírlapíró; Ponori Thewrewk Emil fia, Ponori Thewrewk József unokája
- Ponori Thewrewk Aurél (1921. május 2. – 2014. október 8.) csillagász; Török Aurél unokája
- Ponori Thewrewk Ádám Ajtony(wd) (1950. március 3. –) grafikus, illusztrátor; Ponori Thewrewk Aurél fia